# Gastrotheca plumbea
Espèce
Synonymes
- Nototrema plumbeum Boulenger, 1882

Statut de conservation UICN

 VU B1ab(iii,v) : Vulnérable
Gastrotheca plumbea est une espèce d'amphibiens de la famille des Hemiphractidae.

## Répartition
Cette espèce est endémique d'Équateur. Elle se rencontre de 1 562 à 3 076 m d'altitude sur le versant pacifique de la cordillère Occidentale.

## Description
L'holotype mesure 66 mm.

## Publication originale
- Boulenger, 1882 : Catalogue of the Batrachia Salientia s. Ecaudata in the collection of the British Museum, ed. 2, p. 1-503 (texte intégral).